# Lifting Up My Life
A Lifting Up My Life című dal a holland Anita Doth 2. kimásolt kislemeze a Reality című albumról.
A dal a holland kislemezlista 67. helyéig jutott.

## Megjelenések
CD Single  Svédország FreshFish Records – FF 181.996-2
1. Lifting Up My Life (Radio Edit) 3:01
2. Lifting Up My Life (Original Extended) (12") 4:55